# Refuge des Cortalets
Le refuge des Cortalets est un refuge de montagne du Club alpin français proche du pic du Canigou. Il permet d'atteindre assez facilement les sommets principaux du massif du Canigou.

## Étymologie
Un cortal est une bergerie, dans le massif du Canigou. Un cortalet est un petit cortal.

## Situation et accès
Le refuge des Cortalets n'est depuis 2019 plus accessible aux véhicules motorisés (particuliers ou professionnels). L'approche du refuge se fait désormais à pieds, à VTT et VTTAE ou même à dos d'ânes ou de chevaux, à partir des parkings qui se trouvent plus bas.
La piste du Llech peut être rejointe en passant par Prades, direction Los Masos et Villerach. Elle est longue de 21 km et se termine à un tiers du parcours à environ 30 minutes de la barrière au lieu-dit Mas Malet où se trouve un parking (en raison d'un éboulement le 9 juillet 2019 sur la piste du Llech, la voie est barrée au lieu-dit Mas Malet et le refuge n'est donc plus accessible en voiture particulière). À partir de ce point, on peut partir à pied pour environ 4 h 30 de marche en moyenne jusqu'au refuge en suivant le sentier de randonnée qui passe au roc Mosquit (le départ est raide). Il est également possible d'utiliser la piste forestière jusqu'au refuge en VTT et VTTAE. 
La piste de Balaig est accessible par Fillols. Cette piste fait 14 km. Elle est également accessible à pieds (compter 3 h 30 pour rejoindre le refuge) ou à VTT et VTTAE à partir du parking du col de Millière en passant par le col des Voltes (itinéraire le plus facile, d'un point de vue de l'orientation et de la marche).
Le sentier de Los Masos de Valmanya permet de rejoindre le refuge en 3 h 30 en traversant le bois de Patrique (itinéraire le plus rapide, le départ est raide, la deuxième partie est peu inclinée) Le parking est au bourg de Los Masos de Valmanya dans la localité, route située sur l’axe principal passant par la commune de Vinça ou de La Bastide.

## Caractéristiques
Les Cortalets étant un refuge et non un chalet-hôtel, comme indiqué dans certains guides[Lesquels ?], il est recommandé de réserver, que ce soit pour dormir ou même pour manger. La location comprenant uniquement un couchage, et non la prestation d'une chambre, le sac à viande ou de couchage est donc de rigueur car seules les couvertures ainsi qu'un traversin sont fournies. Il est possible d'y manger (petit déjeuner, déjeuner et dîner). Les douches (chaudes) sont en revanche réservées aux personnes dormant dans le refuge et interdites à celles qui bivouaquent par manque d'eau.
Le refuge des Cortalets est composé de deux bâtiments, le refuge d'été comportant 85 lits dans plusieurs dortoirs et le refuge d'hiver ou refuge annexe comportant un dortoir de 19 couchages à l'étage. Ce petit refuge est en libre accès pour les randonneurs d'hiver. Cependant, pendant la saison estivale, il est réquisitionné par la Fédération française des clubs alpins et de montagne, et pour pouvoir y coucher il faut donc réserver sur le site internet du refuge.

## Histoire
Au XIXe siècle, il n'est pas possible d'accéder à pied au pic du Canigou depuis un des villages alentour et de revenir à un de ces villages en une journée. L'idée d'un refuge à proximité du pic naît dans les années 1880. Une simple cabane, nommée refuge Arago, est construite mais rapidement ruinée. Après plusieurs années d'études, le chalet-hôtel des Cortalets est construit, puis inauguré en 1899. Une route est tracée pour y accéder. Il est conçu de telle sorte que tous les touristes puissent y accéder, avec vue sur la mer.
- 1895 : projet du refuge par la direction du C.A.F. de Paris ;
- 1897 : les plans sont établis ;
- 1898 à 1899 : construction de la piste menant au refuge ;
- 4 septembre 1899 : inauguration du refuge des Cortalets, avec un banquet de 200 personnes[2] ;
- 1903 : première voiture aux portes du refuge ;
- 1944 : brûlé pendant l’Occupation, après sa reconstruction en 1945 le refuge a été agrandi et rénové entre 1976 et 1979.